# Blue Water High
```

```

Blue Water High (Brasil: Galera do Surf / Portugal: Mar Azul) é uma série de televisão australiana de drama adolescente transmitida pela ABC, estreou em 11 de maio de 2005. No Brasil foi transmitida pelo canal pago Boomerang e pelo canal aberto TV Brasil e em Portugal pelo canais abertos SIC (2008-2011) e SIC K (atualmente 2019)

## Sinopse
Numa praia paradisíaca assinalada no mapa como Blue Water Beach mas conhecida popularmente como  "Paraíso", fica a prestigiada Academia de Surf Blue Water High. Todos os anos, a academia admite novos alunos (sete na primeira temporada da série e seis na segunda e na terceira temporadas) de entre os muitos candidatos provenientes de toda a Austrália e mesmo de outros países. 
Para muitos, é o concretizar de um sonhoː afinal, ingressar na Academia vai determinar o seu futuro, pois é a porta de entrada para o mundo com que sempre sonharam. Nem todos, porém, poderão ser qualificados para o circuito profissional e "desafio" é, por isso, a palavra-chave. Em "Mar azul", há todo um estilo de vida por descobrir. Surfe, desafios, estudos, tarefas domésticas, paixão e não só. Um sem fim de aventuras e de emoção é a promessa. Um ano em "Blue Water High" é um ano que ninguém quer perder. É a última aventura da fase final da adolescência. Essa é uma série voltada para adolescentes, cheia de namoros, intrigas, brigas, mas com um conteúdo leve e adequado para todas as idades.

## Elenco por Temporada
Primeira temporada
- Adam Saunders - Heath Carrol
- Chris Foy - Matt Leyland
- Kate Bell - Rebecca "Bec" Sandersen
- Khan Chittenden - Dean Edgely "Edge"
- Mara Scherzinger - Anna Perteson
- Sophie Luck - Fiona "Fly" Watson
- Tahyna Tozzi - Perri Lowe
- Martin Lynes - Craig "Simmo" Simmonds
- Liz Burch - Jilly
- Nadine Garner - Deborah "Deb" Callum
- Matt Ruddock - Joe Sanderson
- Vencedores: Edge e Fly

Segunda temporada
- Ryan Corr - Eric Tanner
- Gabby Scollay - Amy Reed
- James Sorensen - Mike Kruze
- Lesley Mitchell - Brooke Solomon
- Trent Dalzell - Corey Petrie
- Taryn Marler - Rachel Samuels
- Sophie Luck - Fiona "Fly" Watson
- Martin Lynes - Craig "Simmo" Simmonds
- Liz Burch - Jilly
- Adam Saunders - Heath Carrol
- Kate Bell - Rebecca "Bec" Sandersen
- Vencedores: Eric e Brooke

Terceira temporada
- Cariba Heine - Bridget
- Kate Bell- Bec Sandersen
- Kain O'Keefe - Guy
- Lachlan Buchanan - Charley
- Eka Darville - Adam
- Craig Horner - Garry
- Amy Beckwith - Loren
- Rebecca Breeds - Cassie
- Vencedores: Adam, Bridget (desistiu) e Loren (ganhou à sorte)

## Episódios
| Temporada | Temporada | Episódios | Exibição original    | Exibição original      |
| Temporada | Temporada | Episódios | Estreia da temporada | Final da temporada     |
| --------- | --------- | --------- | -------------------- | ---------------------- |
|           | 1.ª       | 24        | 11 de maio de 2005   | 2 de novembro de 2005  |
|           | 2.ª       | 24        | 28 de junho de 2006  | 6 de dezembro de 2006  |
|           | 3.ª       | 24        | 3 de abril de 2008   | 11 de setembro de 2008 |

## Prêmios
Sophie Luck, que vive Fly na série, ganhou o prêmio de Revelação no Australian Film Institute Award em 2005.

## Exibição

### Brasil
No Brasil, a série foi exibida sob o título Galera do Surf, inicialmente pelo extinto canal a cabo Boomerang, entre 2006 e 2008, e, posteriormente, foi exibida em rede aberta pelo canal TV Brasil, de 2011 a 2014.

### Portugal
Em Portugal, sob o título Mar Azul, foram exibidas apenas as duas primeiras temporadas da série. Primeiro em rede aberta pelo canal SIC, em 2009, e, posteriormente, pelo canal a cabo SIC K, entre 2009 e 2010.